# Grady Jarrett
(en) Statistiques sur pro-football-reference
Grady Jarrett, né le 28 avril 1993 Conyers dans l'État de Géorgie, est un sportif professionnel américain de football américain jouant au poste de defensive tackle dans la National Football League (NFL) depuis la saison 2015, et pour la franchise des Bears de Chicago depuis 2025.
Auparavant, au niveau universitaire, il avait joué pour les Tigers de l'université de Clemson au sein de la NCAA Division I FBS pendant quatre saisons.
Sélectionné lors du 5e tour de la draft 2015 par la franchise des Falcons d'Atlanta, il y joue pendant dix saisons, obtienantt deux sélections pour le Pro Bowl avant de rejoindre dès 2025 les Bears.

## Jeunes années
Jarrett a étudié à la Rockdale County High School à Conyers, en Géorgie, où il est élu deux fois dans la sélection All-State. Il réussit 198 tacles, 63 tacles pour perte et 27,5 sacks au cours de ses deux dernières années. Il joue également dans le North-South All-Star game en Géorgie et dans le Florida Maxx Scout All-Star Bowl. Pour ces deux matchs combinés, il comptabilise 17 tacles, 3,5 sacs et provoque trois fumbles.
Rivals.com le classe parmi les recrues trois étoiles. Scout.com le considère comme le 41e tackle défensif du pays. Il s'engage auprès de l'Université de Clemson pour jouer au football universitaire.

## Carrière universitaire
Jarrett fréquente l'université de Clemson de 2011 à 2014.
Comme freshman, il apparaît dans neuf matchs de la saison régulière des Tigers, y réalisant deux tacles.
Lors de son année sophomore, Jarrett est titularisé dans 11 des 13 matchs. Il totalise 49 tacles et deux sacks.
Comme junior, il enregistre 83 tacles et deux sacks en 13 matches.
Il est de nouveau titulaire lors des 13 matchs de sa saison senior et totalise 73 tacles et 1,5 sacks. Il est sélectionné dans l'équipe-type de la conférence ACC au terme de sa saison senior.
| Saison | Équipe  | Statut | Pos   |      | MJ  |      | Plaquages | Plaquages | Plaquages | Plaquages |    | Défense passes | Défense passes |  | Fumbles | Fumbles |
| Saison | Équipe  | Statut | Pos   | Comb | MJ  | Solo | Ass       | Sacks     | PD        | Int       | FF | FR             |                |  |         |         |
| 2011*  | Clemson | FR     | DL    | 09   | 04  | 01   | 03        | 0,0       | 0         | 0         | 0  | 0              |                |  |         |         |
| 2012*  | Clemson | SO     | DL    | 13   | 36  | 21   | 15        | 2,0       | 0         | 0         | 0  | 0              |                |  |         |         |
| 2013*  | Clemson | JR     | DL    | 13   | 59  | 30   | 29        | 2,0       | 0         | 0         | 0  | 2              |                |  |         |         |
| 2014*  | Clemson | SR     | DL    | 12   | 45  | 28   | 17        | 1,5       | 0         | 0         | 2  | 1              |                |  |         |         |
| Total  | Total   | Total  | Total | 47   | 144 | 80   | 64        | 5,5       | 0         | 0         | 2  | 3              |                |  |         |         |

* Statistiques incluant le bowl d'après saison régulière.

## Carrière professionnelle
| Taille             | Poids            | Bras               | Main           | Sprint 40 yd | aux 10 yd | aux 20 yd | 20 yd shuttle | 3 cone drill | Détente verticale | Détente horizontale | BP      |
| ------------------ | ---------------- | ------------------ | -------------- | ------------ | --------- | --------- | ------------- | ------------ | ----------------- | ------------------- | ------- |
| 6 ft 1 in (1,85 m) | 304 lbs (138 kg) | 32 in 3⁄8 (0,82 m) | 10 in (0,25 m) | 5,06 s       | 1,69 s    | 2,87 s    | 4,56 s        | 7,37 s       | 31 in (0,79 m)    | 9 ft 5 in (0,00 m)  | 33 reps |

Jarrett est sélectionné en 137e choix global lors du cinquième tour de la draft 2015 de la NFL par la franchise des Falcons d'Atlanta. D'autres équipes s'intéressent également à lui, telles que les Bills de Buffalo, les Ravens de Baltimore et les Browns de Cleveland. Les Falcons ont du échanger leurs choix de cinquième et sixième tours (respectivement les 146e et 185e choix) contre le 137e choix des Vikings du Minnesota pour pouvoir sélectionner Jarrett,.
Alors que Jarrett et environ cinquante membres de sa famille et amis attendent l'annonce de son nom, son domicile à Conyers, en Géorgie, prend feu. Heureusement, personne n’est blessé, mais la moitié de la maison de Jarrett est perdue, y compris ses souvenirs de Clemson.

### Falcons d'Atlanta

#### 2015
Jarrett signe un contrat de quatre ans d'une valeur de 3 729 852 dollars. Il retrouve à Atlanta, Vic Beasley son coéquipier à Clemson.
Lance Zierlein de NFL.com déclare à son propos : «Jarrett n'a pas la taille idéale pour son poste, mais il se rattrape avec une rapidité, un effet de levier et des efforts remarquables. Contre la course, il a la rapidité pour creuser des écarts et perturber. Il devrait commencer très tôt sa carrière en NFL pour devenir un joueur perturbateur contre la course et la passe.».
Les statistiques de Grady Jarrett sont impressionnantes pour sa saison rookie en 2015. Il participe à 15 matchs, totalisant 24 tacles, 4 tacles pour perte, 2 quarterback hits et un sack (il réussit son premier sack en carrière NFL le 12 décembre contre les Buccaneers de Tampa Bay).

#### 2016
Au cours de sa deuxième année, Jarrett tient un rôle plus important au sein de son équipe. Ses responsabilités et son temps de jeu sont augmentés et il améliore la défense des Falcons. En 2016, Jarrett dispute les 16 matchs des Falcons, terminant avec 48 plaquages et trois sacks.
Selon les experts de Pro Football Focus, Jarrett est le meilleur à son poste au terme de la saison 2016 ayant totalisé 16 plaquages, mieux que les joueurs expérimentés Aaron Donald et Ndamukong Suh.
Lors du Super Bowl LI contre les Patriots de la Nouvelle-Angleterre, Jarrett sack Tom Brady à trois reprises. Il égale ainsi le record du nombre de sacks lors d'un Super Bowl. Il réussit également cinq plaquages malgré la défaite 34 à 28 en prolongations,.

#### 2017
L'objectif de Grady Jarrett pour 2017 est de devenir une «force dominante» de la défense des Falcons comme il l'a démontré lors du Super Bowl. Même si le fait marquant du Super Bowl LI aura été l'effondrement des Falcons en seconde mi-temps, les observateurs avertis auront constaté l'avènement de Jarrett au poste de plaqueur défensif.
Il termine la saison 2017 avec 34 tacles en solo et quatre sacks.

#### 2018
La règle concernant le «roughing the passer» a été modifiée par la NFL, des pénalités étant appliquées lorsqu'un défenseur se laissent tomber de tout leur poids sur le quarterback. Lors du premier match de la saison, contre les Eagles de Philadelphie, Jarrett, comme beaucoup de joueurs défensifs, s'est senti pénalisé d'avoir «joué le jeu comme il se doit». Il déclare : «Je suis d'accord pour ne pas se projeter sur le quarterback et pour ne pas le frapper à la tête. Je suis d'accord avec tout ça », déclare Jarrett, via The Athletic. "Mais quand c'est un sack, je ne sais pas ce que vous pouvez faire d'autre.". Jarrett est le premier joueur de la saison régulière à se voir imposer une pénalité relative à ce changement de règle, notamment parce qu'il ne s'est pas écarté après avoir renversé  Nick Foles le quarterback des Eagles. En plus de la pénalité pendant de match, il écope d'une amende de 20 054 dollars.
À la suite d'une blessure à la cheville, Jarrett manque les matchs des 5e et 6e semaines, respectivement contre les Steelers et les Buccaneers. Pour la semaine 7 jouée contre les Giants l'entraîneur Dann Quinn déclare à la presse que son défenseur a été déclaré apte et retiré de la liste des blessés.
Au cours de la semaine 15, Jarrett enregistre sept tacles, deux sacks et un fumble forcé lors de la victoire 40 à 14 sur les Cardinals de l'Arizona? Sa performance lui vaut le titre de joueur défensif NFC de la semaine.
Selon Garret Mehal (Pro Football Focus), Jarrett remporte la plus haute note du match joué à Atlanta lors de la victoire en 17e semaine contre les Buccaneers de Tampa Bay.
Jarrett termine l'année avec six sacks, trois fumbles forcés et huit plaquages pour perte en 14 matchs.
Selon l'analyste Dave Archer, Jarrett et les dirigeants des Falcons sont très loin d'une éventuelle extension de contrat à long terme, Archer affirmant que l'agent de Jarrett réclame pour son protégé le même salaire qu'Aaron Donald.

#### 2019
Le 4 mars 2019, les Falcons placent le franchise tag sur Jarrett que Jarrett signe le 22 avril 2019. Le 15 juillet 2019, Jarrett signe une extension de contrat de quatre ans pour un montant de 68 millions de $ dont 42,5 garantis. Il devient le troisième defensive plaquage le mieux payé de la ligue.
En 1re semaine contre les Vikings du Minnesota, Jarrett réussit son premier sack de la saison sur quarterback Kirk Cousins (défaite 12 à 28).
En 8e semaine contre les Seahawks de Seattle, Jarrett réussit la meilleure performance de son équipe avec 8 plaquages et 1 sack (sur le QB Russell Wilson) malgré une nouvelle défaite 20 à 27.

#### 2020

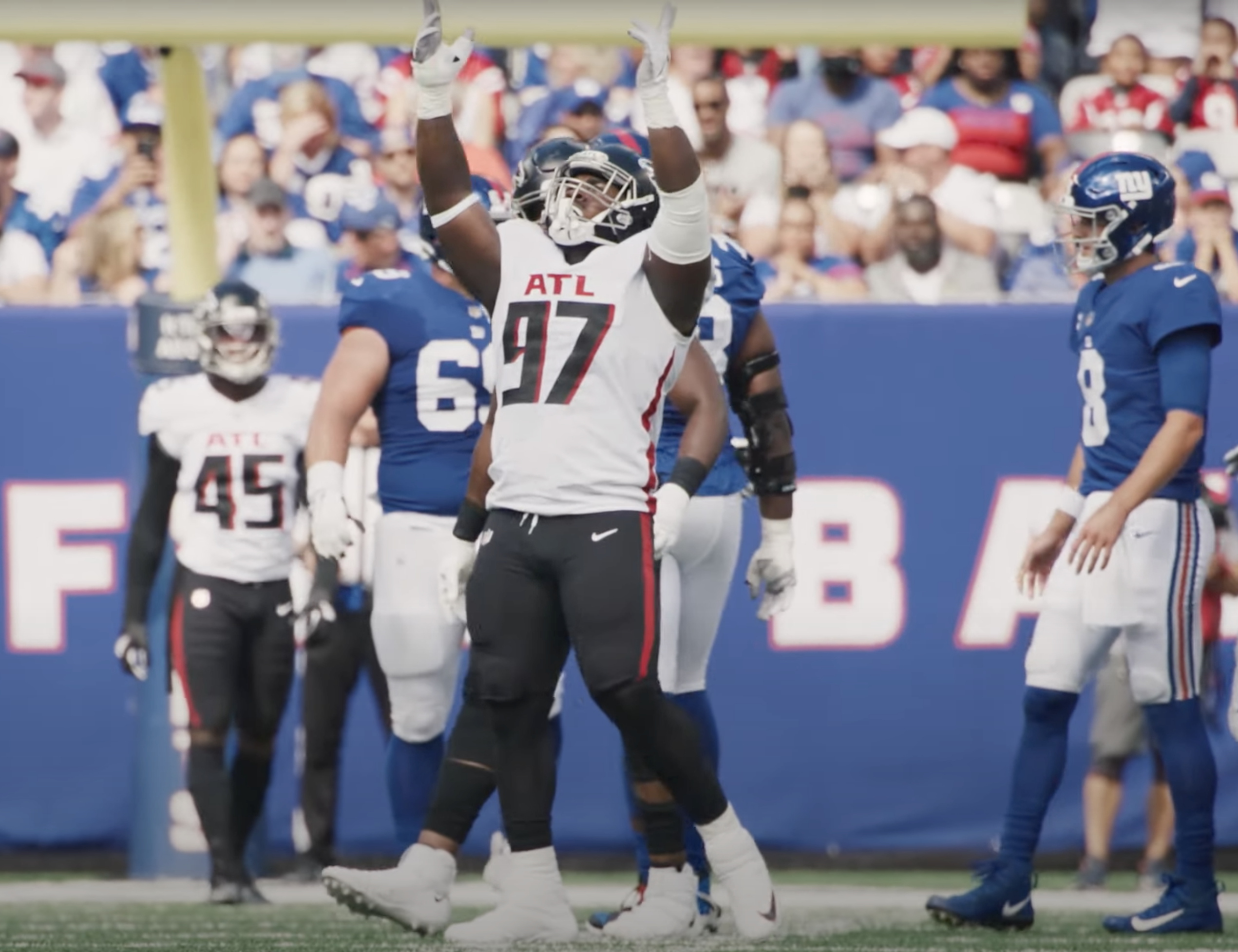
Jarrett avec les Falcons en 2021.

En première semaine lors de la défaite 25 à 38 contre les Seahawks, Jarrett réussit 1½ sack sue le quarterback Russell Wilson.
Le 20 décembre 2020, Jarrett est sélectionné pour la deuxième fois pour le Pro Bowl.

#### 2021
En 2021, Jarrett est titulaire lors des 17 matchs des Falcons et termine la saison avec 1 sack et 59 plaquages.

#### 2022
Au début de la saison 2022, Jarrett et les Falcons s'accordent sur une extension de contrat de trois ans pour un montant de 67 millions de dollars et 1.5 million en incitations. Il est classé 63e du Top 100 des meilleurs joueurs 2022 de la NFL par ses pairs.

#### 2023
Au cours du 8e match de la saison 2023 contre les Titans, Jarrett se déchire le ligament croisé antérieur ce qui met un terme à sa saison. Il affiche un bilan de 23 plaquages (dont deux pour perte), 1½ sacks et 8 hit (attaque) sur quarterback.

#### 2024
Après avoir participé aux 17 matchs de la saison 2024, Jarrett est libéré par les Falcons le 10 mars 2025.

### Bears de Chicago
Agent libre, Jarrett signe le 12 mars 2025 un contrat de trois ans pour un montant de 43,5 millions de dollars avec les Bears de Chicago.

## Statistiques NFL

### Saison régulière
| Année          | Équipe            | MJ  |                 | Plaquages       | Plaquages       | Plaquages       | Plaquages       |                 | Interceptions   | Interceptions   | Interceptions | Interceptions |  | Fumbles | Fumbles |
| Année          | Équipe            | MJ  | Total           | Seul            | Ast.            | Sacks           | Nb.             | Yards           | Déf.            | TD              | Nb.           | Rec.          |  |         |         |
| 2015           | Falcons d'Atlanta | 15  | 52              | 27              | 25              | 6,0             | 0               | 0               | 0               | 0               | 0             | 0             |  |         |         |
| 2016           | Falcons d'Atlanta | 16  | 55              | 34              | 21              | 4,0             | 0               | 0               | 0               | 0               | 0             | 1             |  |         |         |
| 2017           | Falcons d'Atlanta | 16  | 48              | 21              | 27              | 3,0             | 0               | 0               | 0               | 0               | 0             | 0             |  |         |         |
| 2018           | Falcons d'Atlanta | 14  | 24              | 13              | 11              | 1,0             | 0               | 0               | 0               | 0               | 3             | 0             |  |         |         |
| 2019           | Falcons d'Atlanta | 16  | 69              | 38              | 31              | 7,5             | 0               | 0               | 0               | 0               | 2             | 0             |  |         |         |
| 2020           | Falcons d'Atlanta | 16  | 52              | 27              | 25              | 4,0             | 0               | 0               | 1               | 0               | 0             | 1             |  |         |         |
| 2021           | Falcons d'Atlanta | 17  | 59              | 38              | 21              | 1,0             | 0               | 0               | 2               | 0               | 0             | 1             |  |         |         |
| 2022           | Falcons d'Atlanta | 17  | 61              | 30              | 31              | 6,0             | 0               | 0               | 3               | 0               | 0             | 0             |  |         |         |
| 2023           | Falcons d'Atlanta | 08  | 23              | 09              | 14              | 1,5             | 0               | 0               | 2               | 0               | 0             | 0             |  |         |         |
| 2024           | Falcons d'Atlanta | 17  | 53              | 30              | 23              | 2,5             | 0               | 0               | 0               | 0               | 0             | 0             |  |         |         |
| 2025           | Bears de Chicago  | ?   | Saison en cours | Saison en cours | Saison en cours | Saison en cours | Saison en cours | Saison en cours | Saison en cours | Saison en cours | ?             | ?             |  |         |         |
| Totaux NFL     | Totaux NFL        | 152 | 496             | 267             | 229             | 36,5            | 0               | 0               | 6               | 0               | 5             | 3             |  |         |         |
| Totaux Falcons | Totaux Falcons    | 152 | 496             | 267             | 229             | 36,5            | 0               | 0               | 6               | 0               | 5             | 3             |  |         |         |

### Série éliminatoire
| Année  | Équipe            | MJ |       | Plaquages | Plaquages | Plaquages | Plaquages |       | Interceptions | Interceptions | Interceptions | Interceptions |  | Fumbles | Fumbles |
| Année  | Équipe            | MJ | Total | Seul      | Ast.      | Sacks     | Nb.       | Yards | Déf.          | TD            | Nb.           | Rec.          |  |         |         |
| 2016   | Falcons d'Atlanta | 3  | 10    | 7         | 3         | 3,0       | 0         | 0     | 0             | 0             | 0             | 0             |  |         |         |
| 2017   | Falcons d'Atlanta | 2  | 02    | 2         | 0         | 0,0       | 0         | 0     | 0             | 0             | 0             | 0             |  |         |         |
| Totaux | Totaux            | 5  | 12    | 9         | 3         | 3,0       | 0         | 0     | 0             | 0             | 0             | 0             |  |         |         |